# Andrej Epišin
Andrej Sergeevič Epišin (in russo Андрей Серге́евич Епишин?; 10 giugno 1981) è un ex velocista russo.

## Palmarès

### Mondiali indoor
- 1 medaglia:
  - 1 argento (Mosca 2006 nei 60 m piani)

### Europei
- 1 medaglia:
  - 1 argento (Göteborg 2006 nei 100 m piani)

### Universiadi
- 1 medaglia:
  - 1 argento (Izmir 2005 nei 100 m piani)

## Altre competizioni internazionali
2010
- Campionati europei a squadre di atletica leggera ( Bergen)